# Honda City AA
 Para una vista general de todas las generaciones véase Honda City
La primera generación del Honda City (Honda Jazz en Europa) fue un hatchback subcompacto dirigido principalmente al mercado japonés. El City, con un diseño un tanto desgarbado, denominado por Honda como "Tall Boy", también se comercializó en el extranjero y estaba disponible en un número amplio de versiones. Presentado por primera vez en noviembre de 1981, se le asignaron los códigos de modelo AA para sedanes, VF para los van (furgonetas) y FA para el Turbo II y los Cabrio. Fue vendido por el distribuidor de concesionarios de Honda, Honda Clio.

## Historia

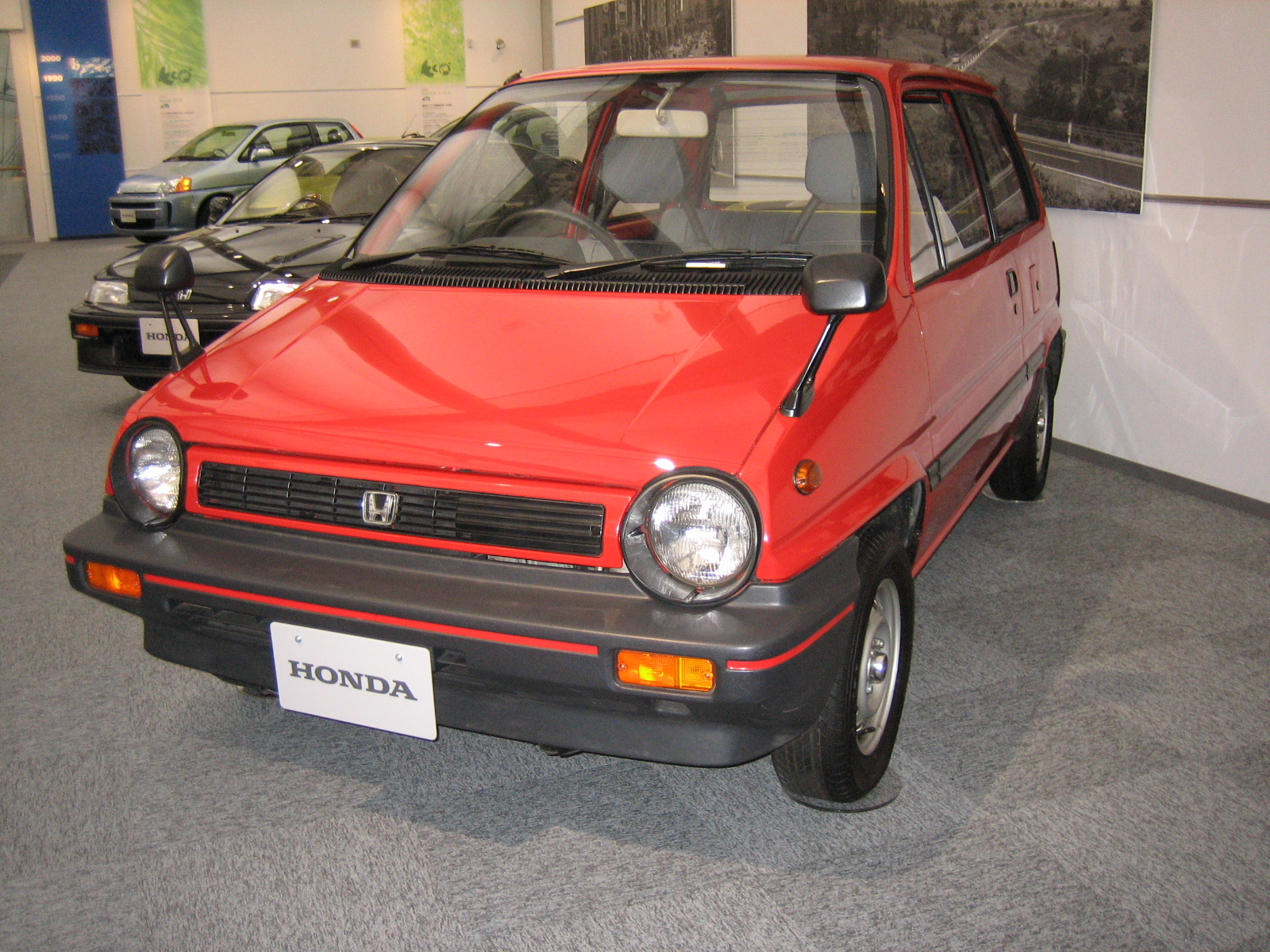
Honda City AA, versión R

Si bien el diseño del City era tradicional para su categoría, con tracción delantera y un motor montado transversalmente, la innovadora disposición de los asientos más altos, creando mayor espacio para las piernas era comparable a un coche de mayor tamaño. Esto, combinado con un ahorro de combustible líder en su clase, hizo que tuviera bastante éxito en el mercado japonés. A pesar de la creatividad y la novedad de su diseño, el City se vio superado por muy poco en revistas de motor por el lujoso Toyota Soarer en ganar el premio al coche del Año. El motor era una unidad de la serie "ER" de 1.231 cc de cilindrada, cuatro cilindros y tecnología CVCC-II, diseñado específicamente para el City. También estaba disponible junto con el Motocompo, un Scooter especial 'plegable' de 50 cc construido para caber en el maletero del City, en sí diseñado en torno al Motocompo. Originalmente se introdujeron una versión deportiva R, una económica E y dos versiones comerciales de furgoneta ("Pro"). En septiembre de 1982 se introdujo una versión turbo del motor ER.

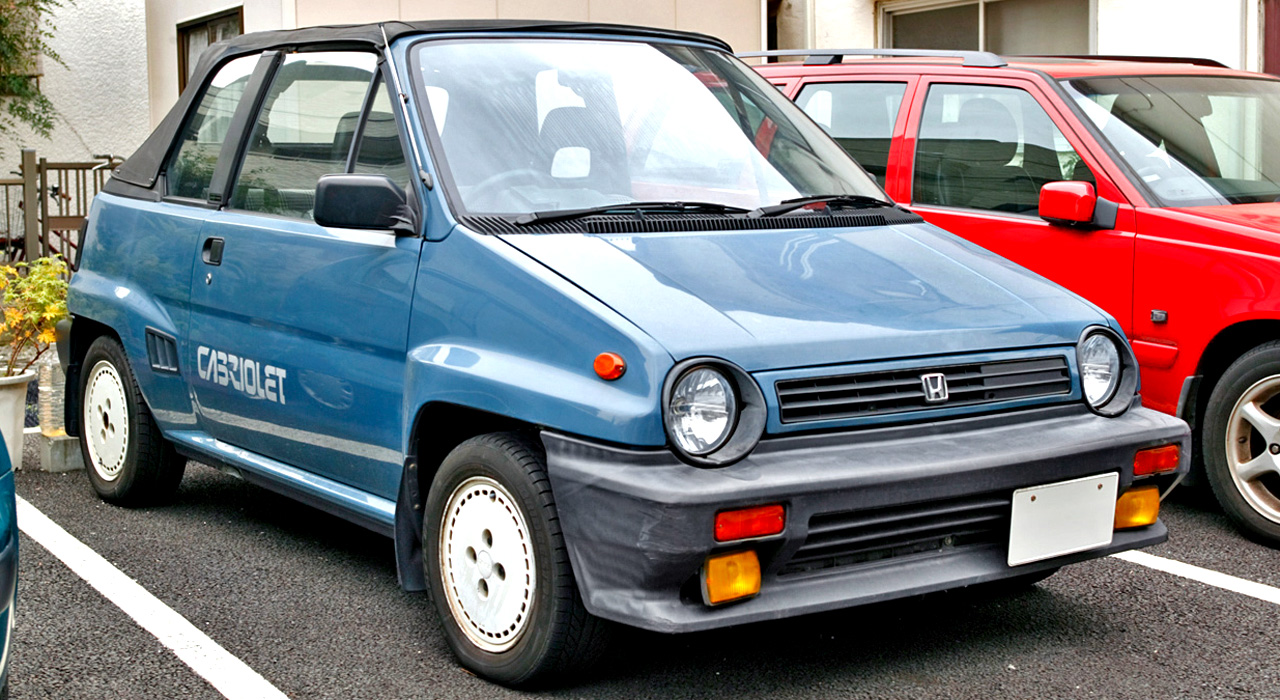
Honda City FA Cabriolet

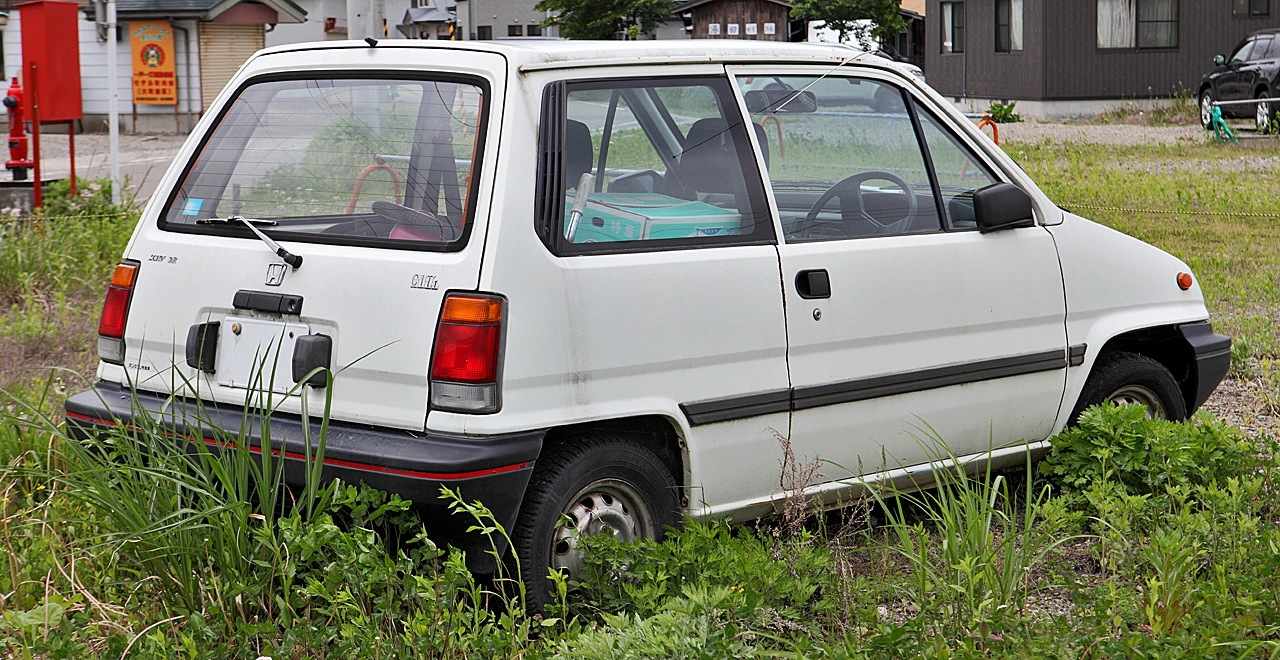
Vista trasera del City (1985)

Diseñado por Pininfarina e introducido en agosto de 1984, el City Cabrio descapotable tenía mayor ancho de vías, guardabarros y parachoques más grandes del Turbo II "Bulldog", pero solo estaba disponible con motor atmosférico y rendía 67 CV (49 kW). Estos modelos más anchos se denominaban "FA" en lugar de "AA". El City Cabrio estaba bien equipado, con una luneta trasera de cristal y doce colores pastel no disponibles en las versiones hatchback. Formando parte de una oleada mundial de descapotables basados en coches familiares, este fue el primer coche de este tipo construido en Japón..

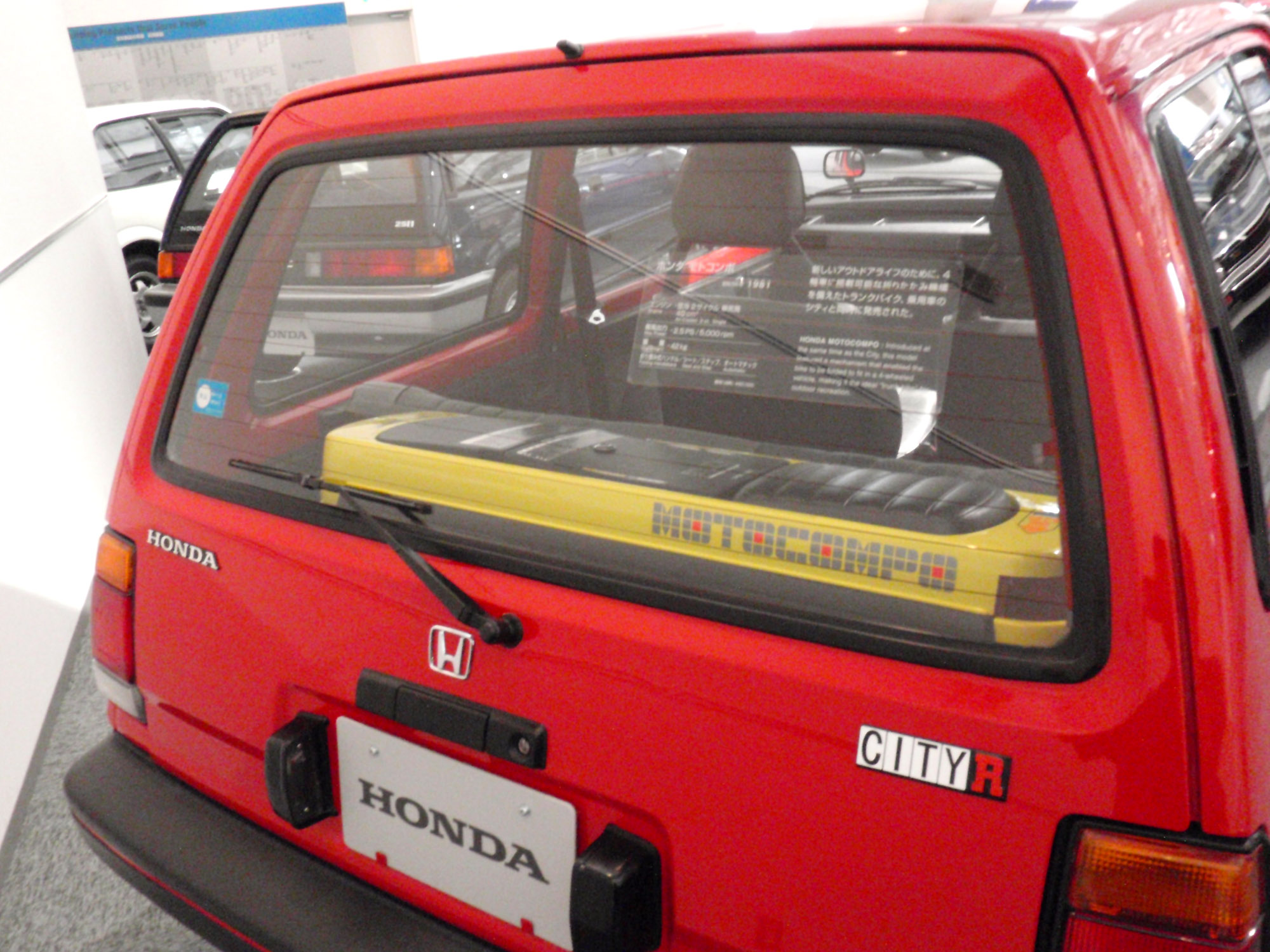
Honda Motocompo en el maletero de un City R

En marzo de 1985 se introdujeron cambios estéticos como una nueva parrilla asimétrica (aunque no para el Cabrio) y algunas mejoras en el interior. Los modelos E y E II fueron reemplazados por el nuevo E III, mientras que un modelo U de menor precio se incorporó a la gama. El U fue el único City no comercial disponible con una caja de cambios manual de cuatro velocidades en el mercado japonés. Los motores atmosféricos de los City AA también incorporaron unas nuevas bielas de aleación de aluminio reforzadas con fibra ("FRM"). Un mes más tarde, estuvo disponible la versión R con la transmisión Hypershift de cuatro velocidades con overdrive controlado electrónicamente en la segunda, tercera y cuarta marcha, creando así una caja de cambios de 7 velocidades.
Además de furgonetas y descapotables, también hubo una versión "R Manhattan Roof" con un techo 10 cm más alto. Esta versión incorporaba un equipo estéreo de alta calidad (incluyendo el "Bodysonic", que transmitía las vibraciones del sonido a través del asiento). La serie E (E, E 1, E II y E III; "E" de económico) utilizaba transmisiones con grupos más largos y económetro para aumentar el kilometraje del combustible. El E III, además de beneficiarse de las bielas FRM, también tenía un motor de mezcla pobre variable electrónicamente. La producción de la primera generación terminó a finales de 1986 con la introducción del City GA.

### City Pro (VF)
Las versiones comerciales se denominaban Pro en Japón, y estaban disponibles con dos o cinco asientos (Pro T/F). El Pro prescindía del impulso de freno (hasta el lavado de cara de 1985) y del encendido eléctrico (disminuyendo la potencia en 2 CV), y tampoco estaban disponibles con la transmisión manual de cinco velocidades. El escueto Pro también tenía un starter manual.

### Exportaciones
Las exportaciones del City fueron únicamente versiones de motor atmosférico de modelos hatchback y furgoneta/van. En Europa se rebautizó con el nombre de Honda Jazz ya que Opel tenía patentado el nombre de City tras haberlo utilizado en la versión hatchback del Kadett C. Se comercializó en Europa desde 1982 hasta 1986, pero a un precio demasiado elevado para competir en el mercado. El Jazz Europeo se clasificó únicamente como 4 plazas y se ofreció con mecánicas de 45 CV o 56 CV dependiendo del combustible de cada región. El City también se vendió en Australia (en versión furgoneta/van 2 plazas, para cumplir con las restricciones de importación de la época sobre el número de pasajeros en Australia) y Nueva Zelanda (donde también se llegó a fabricar).

## City Turbo

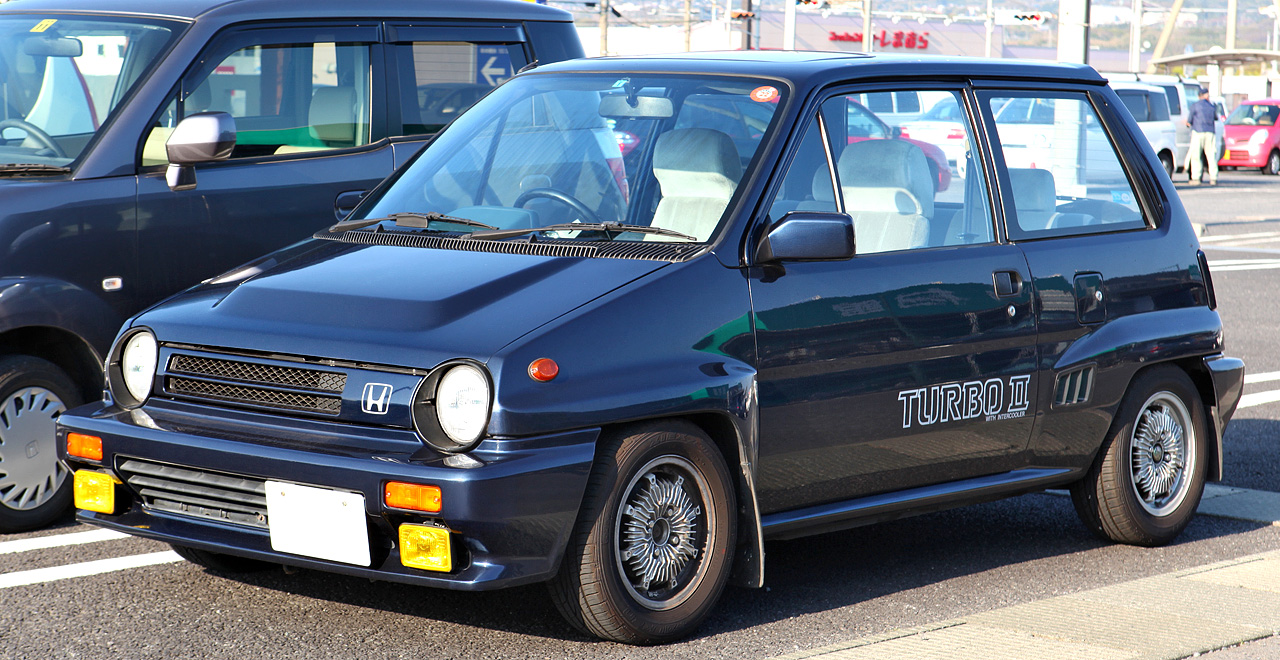
Honda City Turbo II

El Honda City Turbo era un deportivo compacto/hot hatch producido por Honda entre 1982 y 1986, basado en el modelo atmosférico del Honda City AA. El City Turbo es uno de los pocos modelos de producción fabricados por Honda en llevar equipado un turbo, como el V6 del Honda Legend a finales de los 80 y el más reciente 2.300cc i-VTEC turbo del Acura RDX de 2007.
El City Turbo fue una creación del hijo de Soichiro Honda (fundador de Honda), Hirotoshi Honda que a su vez fue fundador y propietario de Mugen. A principios de la década de 1980 Mugen era una pequeña empresa de modificación de vehículos de Honda que comenzaba produciendo piezas de alto rendimiento para motocicletas y automóviles, pero aún estaba fuera de competición, sin el reconocimiento actual en los círculos de carreras. Para crear el City Turbo, Hirotoshi tomó uno de los vehículos más modestos y exitosos de Honda en la época y lo convirtió en un auténtico cohete de calle, considerado un modelo muy por delante de su tiempo. Impresionado, Soichiro tomó la idea de Hirotoshi e hizo una versión de producción, introducida en septiembre de 1982. Unos meses antes, el personal de Honda tomó dos City Turbo y realizó un viaje de más de 10.000 kilómetros de ida y vuelta hasta Europa, desde Sicília hasta Karasjok en el norte ártico.
En noviembre de 1983, se introdujo el modelo City Turbo II al cual se le equipó con un intercooler para una óptima refrigeración del aire de la admisión. Se le diseñaron nuevos guardabarros acampanados, aletas y faldones laterales más anchos y gráficos sobre la pintura para dar un aspecto mucho más agresivo, por lo que fue apodado "Bulldog". A finales de 1984 el City Turbo fue retirado de venta, mientras que el Turbo II continuó en producción hasta que el City fue sustituido por la segunda generación en 1986.

### Motor

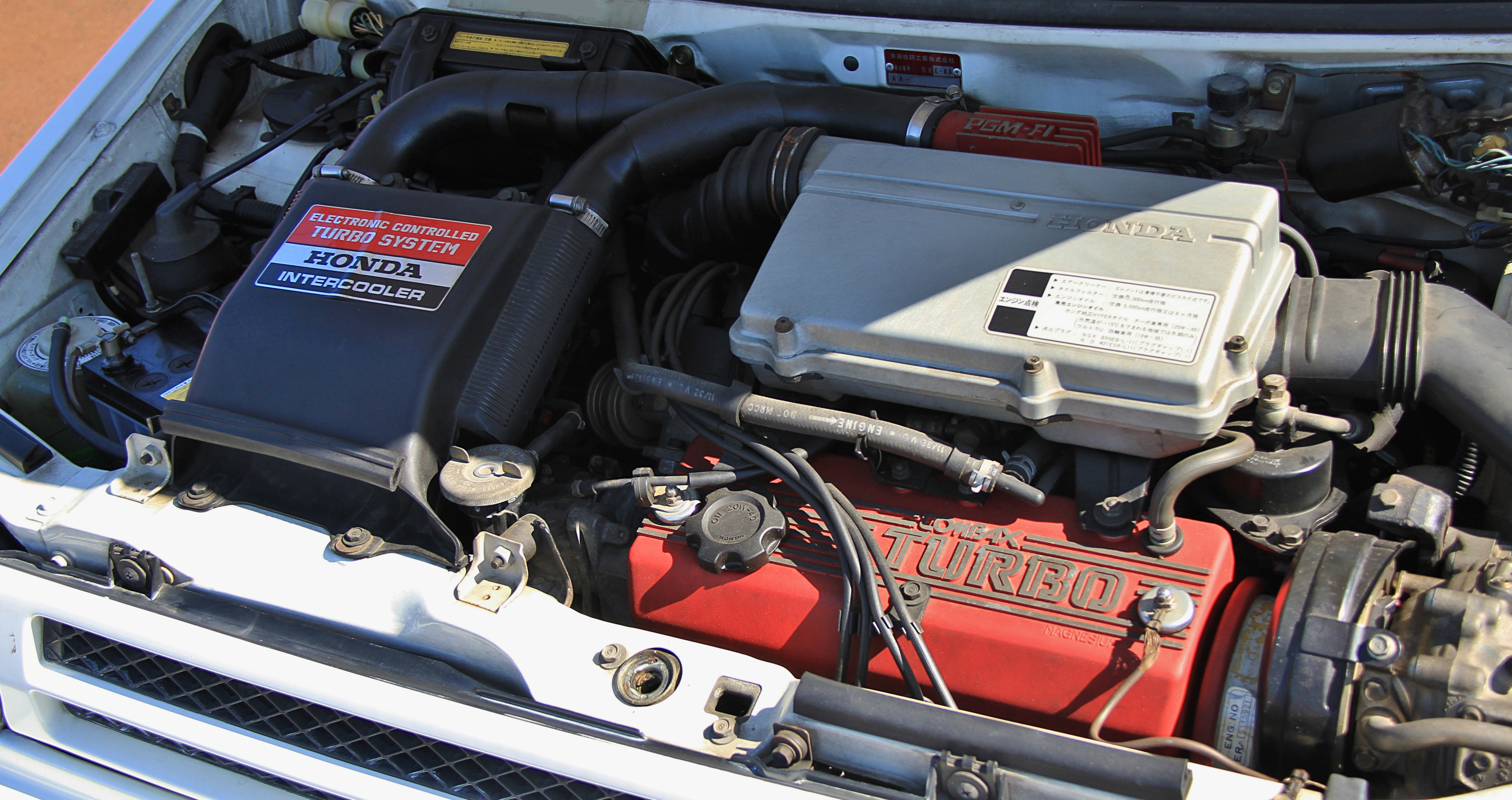
Motor ER de City turbo

El City Turbo compartió motor "ER" de 1231 cc CVCC, pero con la adición de un turbo que aumentaba su potencia hasta 100 CV (74 kW; 99 hp) @ 5,500 rpm y un par de 15.0 kg·m (147.1 N·m; 108.5 lb·ft) @ 3,000 rpm.
No obstante el motor sufrió más cambios, como una culata de aleación de aluminio y titanio y una tapa de la válvulas de magnesio para reducir el peso. El turbocompresor IHI RHB51, desarrollado conjuntamente por Honda y la empresa Ishikawajima Heavy Industry, era más ligero y más pequeño que la mayoría de los turbos y podría rendir a altas rpm. Cuando se combina con la tecnología PGM-FI de inyección y ECU de 8 bits, el resultado final era un motor muy eficiente con un mínimo de lag de turbo, capaz de alcanzar los 100 km/h en 8,6 segundos desde parado.
El motor del City Turbo II contó con un intercooler, una cámara de admisión revisada, una mariposa del acelerador un poco más grande, un colector de admisión modificado, un turbo mayor, escape mejor insonorizado y una relación de compresión ligeramente elevada (7.6:1). Este modelo produjo una potencia de 110 CV (81 kW; 108 hp) @ 5,500 rpm y un par de 16.3 kg·m (159.8 N·m; 117.9 lb·ft) @ 3,000 rpm.

### Chasis
La suspensión del City Turbo era más refinada que la del City normal. Contaba con un sistema independiente en las cuatro ruedas que utilizaba muelles helicoidales de tarado progresivo, con estabilizadores en la parte delantera y la parte trasera. Los neumáticos eran radiales con medida 165/70H/R12. La potencia de frenado fue mejorada por los frenos de disco ventilados en la parte delantera y la parte trasera. En el Turbo II, los guardabarros acampanados no sólo eran por estética, sino que eran necesarios para dar cabida a neumáticos 30 mm más anchos (20 mm en la parte trasera), pasando a calzar 185/60/R13.

### Diseño e interior
La carrocería del Honda City Turbo se hizo más deportiva añadiendo una nueva toma de aire con luces antiniebla en una parrilla asimétrica en la parte delantera y un pequeño alerón en la parte superior trasera del coche. Se añadió una joroba al capo para hacer espacio para el equipamiento extra del motor turbo alimentado. El Turbo II además de los guardabarros acampanados y los gráficos "Turbo II Intercooler", también recibió una joroba mayor en el capó, paragolpes del color de la carrocería y una rejilla delante de las ruedas traseras.
Los detalles interiores del auto se centraron tanto en la sujeción del conductor y como en el confort. Se instaló un indicador de velocidad digital, rodeado por un tacómetro y un medidor de presión del turbo reemplazando el cuadro de instrumentos analógico normal. Los asientos con mayor ajuste y tapizados en cuero y moqueta se hicieron estándar. También había un "asiento de sonic" especial disponible, el cual respondía al sistema de audio por un transductor que enviaba el sonido y la vibración para el usuario lo sintiera a través del asiento. Un volante más grueso de tres radios también era uno de los cambios en el equipamiento del Turbo.

## Versiones y especificaciones
| Honda City 1981–1986     |                                                                |                                                                |                                                                |                                                                   |                                                                |                                                                |
| Versión                  | City E, U, R automático (AA)                                   | City R, Manhattan Roof (AA)                                    | City Pro (VF)                                                  | City Cabrio (FA)                                                  | City Turbo (AA)                                                | City Turbo II "Bulldog" (FA)                                   |
| Motor                    | 1,2L. (1,231 cc) 4 cilidros en línea, 12 válvulas CVCC-II SOHC | 1,2L. (1,231 cc) 4 cilidros en línea, 12 válvulas CVCC-II SOHC | 1,2L. (1,231 cc) 4 cilidros en línea, 12 válvulas CVCC-II SOHC | 1,2L. (1,231 cc) 4 cilidros en línea, 12 válvulas CVCC-II SOHC    | 1,2L. (1,231 cc) 4 cilidros en línea, 12 válvulas CVCC-II SOHC | 1,2L. (1,231 cc) 4 cilidros en línea, 12 válvulas CVCC-II SOHC |
| Aspiración               | Carburador dos vías Keihin                                     | Carburador dos vías Keihin                                     | Carburador dos vías Keihin                                     | Carburador dos vías Keihin                                        | PGM-FI, turbo                                                  | PGM-FI, turbo e Intercooler                                    |
| Potencia                 | 63 PS (46 kW) @ 5,000 rpm                                      | 67 PS (49 kW) @ 5,500 rpm                                      | 61 PS (45 kW) @ 5,000 rpm                                      | 67 PS (49 kW) @ 5,500 rpm (Automático 63 PS)                      | 100 PS (74 kW) @ 5,500 rpm                                     | 110 PS (81 kW) @ 5,500 rpm                                     |
| Par                      | 10.0 kg·m (98 N·m; 72 lb·ft) @ 3,000 rpm                       | 10.0 kg·m (98 N·m; 72 lb·ft) @ 3,500 rpm                       | 9.8 kg·m (96 N·m; 71 lb·ft) @ 3,000 rpm                        | 10.0 kg·m (98 N·m; 72 lb·ft) @ 3,500 rpm (Automático @ 3,000 rpm) | 15.0 kg·m (147 N·m; 108 lb·ft) @ 3,000 rpm                     | 16.3 kg·m (160 N·m; 118 lb·ft) @ 3,000 rpm                     |
| Velocidad Máxima         | 141 km/h (88 mph)                                              | 150 km/h (93 mph)                                              | 135 km/h (84 mph)                                              | 150 km/h (93 mph)                                                 | 179 km/h (111 mph)                                             | 175 km/h (109 mph)                                             |
| Aceleración (0–100 km/h) | 12,9 sec                                                       | n/a                                                            | 13,1 sec                                                       | 13,7 sec                                                          | 8,6 sec                                                        | n/a                                                            |
| Peso en vacío            | 655–710 kg                                                     | 685–710 kg                                                     | 635–660 kg                                                     | 800–810 kg                                                        | 690–700 kg                                                     | 735–745 kg                                                     |
| Capacidad de combustible | 41 L                                                           | 41 L                                                           | 41 L                                                           | 41 L                                                              | 41 L                                                           | 41 L                                                           |
| Espacio para el equipaje | 205 L                                                          | 205 L                                                          | 205 L                                                          | 182 L                                                             | 205 L                                                          | 205 L                                                          |
| Distancia entre ejes     | 2220 mm (87,4 plg)                                             | 2220 mm (87,4 plg)                                             | 2220 mm (87,4 plg)                                             | 2220 mm (87,4 plg)                                                | 2220 mm (87,4 plg)                                             | 2220 mm (87,4 plg)                                             |
| Ancho de via (F/R)       | 1,370 / 1,370 mm                                               | 1,370 / 1,370 mm                                               | 1,370 / 1,370 mm                                               | 1,400 / 1,390 mm                                                  | 1,370 / 1,370 mm                                               | 1,400 / 1,390 mm                                               |
| Largo/Ancho/Alto (mm)    | 3,380 / 1,570 / 1,470 (Manhattan Roof: 1,570)                  | 3,380 / 1,570 / 1,470 (Manhattan Roof: 1,570)                  | 3,380 / 1,570 / 1,470 (Manhattan Roof: 1,570)                  | 3,420 / 1,625 / 1,470                                             | 3,380 / 1,570 / 1,460                                          | 3,420 / 1,625 / 1,470                                          |